# القنطرة (شمال إسبانيا)
القنطرة أو القناطر هي بلدةٌ وبلديةٌ في مقاطعة لاريوخا في شمال إسبانيا، وتقع على طول نهر إبرة بين لوغرونيو وقلهرة. تتمتع القنطرة بمناخ البحر الأبيض المتوسط المعتدل. منتجاتها الزراعية الرئيسية هي النبيذ وزيت الزيتون واللوز والحبوب. تعتبر موطنًا لضريح سانت أرادون، وأنقاض القناة الرومانية من القرن الأول وكنيسة سانتا ماريا دي لا أسونسيون. سُميت القنطرة نسبةً إلى القنوات المُقنطرة.

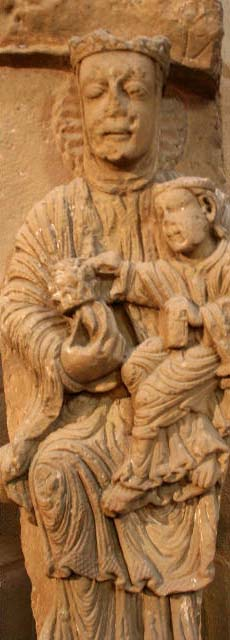
تفاصيل تمبلر (عذراء أرادون) في الكنيسة.